# Volker Ladenthin

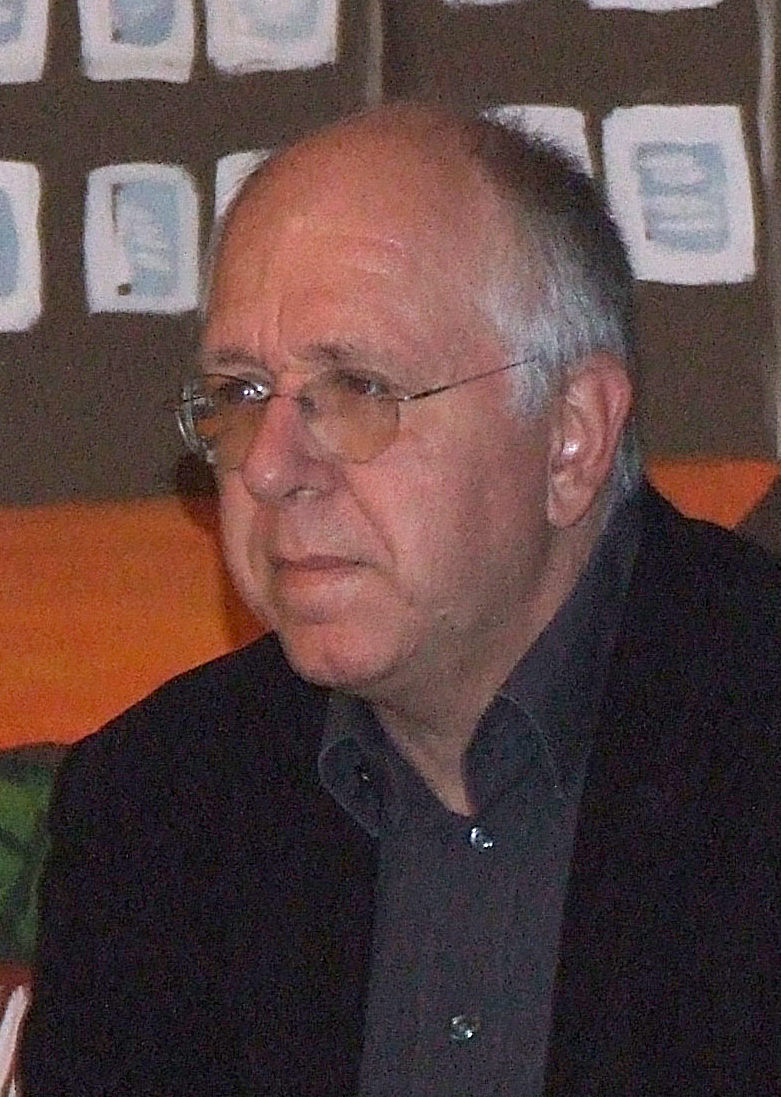
Volker Ladenthin 2006

Volker Ladenthin (* 11. Juni 1953 in Münster) ist ein deutscher Erziehungswissenschaftler. Er lehrte von 1995 bis 2019 als Professor für Historische und Systematische Erziehungswissenschaft an der Universität Bonn.

## Leben
Volker Ladenthin studierte ab 1973 Germanistik, Geschichte und Philosophie in Münster und in Berlin. Von 1981 bis 1986 war er Studienrat für die Fächer Deutsch, Geschichte und Philosophie am Gymnasium Laurentianum Warendorf und am Overberg-Kolleg Münster. 1986 wurde er wissenschaftlicher Mitarbeiter im Fachbereich Erziehungswissenschaft an der Westfälischen Wilhelms-Universität Münster. Nach der Promotion zum Dr. phil. 1990 folgte 1994 die Habilitation für Allgemeine Pädagogik. Ladenthin ist seit 1979 mit Christa Zurhove-Ladenthin verheiratet, hat zwei Söhne und lebt in Bonn.
Nach Gastprofessuren in Kairo und Helwan (Ägypten) wurde Volker Ladenthin 1995 auf die C4-Professur für Historische und systematische Erziehungswissenschaft an die Universität Bonn berufen.
Ladenthin leitete bis 2009 als Präsident die Rheinische Kinderbuch-Gesellschaft und von 2003 bis 2011 die Sektion Pädagogik der Görres-Gesellschaft. Er ist Mitglied des wissenschaftlichen Beirats der Kairoer Germanistischen Studien, Kairo (seit 1996), seit 1997 Mitherausgeber der Vierteljahrsschrift für wissenschaftliche Pädagogik, Bochum. Von 1997 bis 2012 gab er die Zeitschrift engagement, Bonn, mit heraus und seit 2002 die Buchreihe Systematische Pädagogik. Von 1999 bis 2004 war er Herausgeber des Jahrbuchs der Erich Kästner Gesellschaft und von 2003 bis 2019 der Zeitschrift schulleitung intern.

## Wissenschaftliches Konzept
Volker Ladenthin wird zu den Erziehungswissenschaftlern der „transzendentalkritischen Pädagogik“ gerechnet, die er zu einer „sprachkritischen Pädagogik“ geformt hat. Pädagogik wird von Ladenthin daher nicht nur als soziales Verhältnis verstanden, sondern als ein notwendiges Handeln, das mit dem Sprechenkönnen des Menschen aufgegeben ist. Sprache wird dabei als fundamentale Wesensbestimmung des Menschen verstanden – sie kann nicht noch einmal in Frage gestellt werden, weil dies eben wiederum in Sprache geschehen muss. Angesichts von Sprache sind alle anderen Handlungen des Menschen zu planen. Literatur ist in diesem Verständnis die Erscheinung („Fiktion“) einer zu sich selbst gekommenen Sprache (in idyllischer, elegischer oder satirischer Absicht).
Zwischen 2016 und 2019 veröffentlichte Ladenthin in Anlehnung an Kants drei kritische Fragen seine Trilogie zum verantwortungsvollen Handeln in modernen Gesellschaften: Können wir überhaupt irgendetwas ganz sicher wissen – und was sind die Grenzen unseres Wissens? (Was wir wissen können und was wir glauben müssen, 2019) Wie können wir (soziales) Handeln begründen? (Mach’s gut – mach’s besser! 2018) Wie gehen wir damit um, dass unser Wissen begrenzt ist – und wir doch zugleich absolute Verantwortung für das Leben anderer übernehmen müssen? (Zweifeln, nicht verzweifeln, 2016)
Ladenthin sieht Vorteile des Homeschooling gegenüber dem staatlich organisierten Bildungswesen. Den Religionsunterricht sieht er als wichtig an. Er lehnt die Kompetenzorientierung der Bildungspläne und die Orientierung an den Maßstäben der PISA-Studie ab. Diese seien undemokratisch zustande gekommen, würden auf ideologische Weise gegen Kritik immunisiert, entsprächen nicht den Verfassungszielen des Schulwesens und führten zu einem Bildungs-, Kultur- und Werteverlust durch Anpassung an formale ökonomisch begründete Standards. Das Schlagwort „Bildungsgerechtigkeit“ diene dabei lediglich der „Akzeptanzbeschaffung“. Die Kompetenztheorie sei die bisher ausgeprägteste Form einer Theorie der Fremdsteuerung.

## Schriften
- Erziehung durch Literatur? Die moralische Dimension des Deutschunterrichts, Essen 1989, ISBN 3-89206-262-5.
- Moderne Literatur und Bildung. Hildesheim-New York 1991, ISBN 3-487-09504-1.
- „Ich bin nun, wie ich bin“. Goethe zum Vergnügen, Stuttgart 1992, ISBN 3-15-008752-X.
- Sprachkritische Pädagogik. Beispiele in systematischer Absicht. Band 1: Rousseau – mit Ausblick auf Thomasius, Sailer und Humboldt. Weinheim 1996,
- Die Hauptschule. Alltag, Reform, Geschichte, Theorie. Weinheim-München 1998 (mit Jürgen Rekus, Dieter Hintz u. a.)
- Ethik und Bildung in der modernen Gesellschaft. Würzburg 2002, ISBN 978-3-935556-96-5.
- Medien im Unterricht. Hohengehren 2002 (mit Ingbert von Martial)
- Zukunft und Bildung. Entwürfe und Kritiken. Frankfurt/Main 2004
- Homeschooling – Tradition und Perspektive. Würzburg 2006 (mit Ralph Fischer)
- Philosophie der Bildung. Bonn 2006; 2012 (2. Aufl.)
- Gewalt der Medien. Studien zu Gewalt an Schulen. Empirische Hinweise und bildungstheoretische Konzepte. Würzburg 2007. (mit Jessica von Wülfing und Gabriella Schmitz)
- Werterziehung als Qualitätsdimension von Schule und Unterricht. Münster 2008 (mit Jürgen Rekus)
- Das Internat. Struktur und Zukunft. Ein Handbuch, hrsg. zus. mit Herbert Fitzek, Michael Ley und dem VKIT; 2009, ISBN 978-3-89913-666-1.
- Homeschooling – Fragen und Antworten. Aufsätze und Interviews. Bonn 2010
- Gerechtes Erzählen. Studien zu Thomas Manns Erzählung ‚Das Gesetz‘, zu Theodor Storm und Ernst Toller. Würzburg: Königshausen & Neumann 2010
- Kulturschulen – Schulkulturen. Bonn 2012
- Jean-Jacques Rousseau: Die Geschichte vom Letzten Buch. Aufgeschrieben und mit einem Nachwort über das Sprachdenken Rousseaus ergänzt. Würzburg 2013
- Wozu religiöse Bildung heute? Sieben Versuche, an der Endlichkeit zu zweifeln. Würzburg: Echter Verlag 2015, ISBN 978-3-429-03765-9.
- Zweifeln, nicht verzweifeln!: Warum wir Religion brauchen. Würzburg: Echter Verlag 2016
- Mach's gut? Mach's besser! Eine kleine Ethik für den Alltag, Würzburg: Echter Verlag 2017, ISBN 978-3-429-04387-2; online-Ausgabe ISBN 978-3-429-04933-1.
- Was wir wissen können und was wir glauben müssen: Eine kleine Erkenntnistheorie für den Alltag. Würzburg: Echter Verlag 2018
- Alle meine Vorurteile. Ein Roman. Altan, Medelby 2021 (zusammen mit Werner Zillig), ISBN 978-3-930472-53-6
- Allgemeine Pädagogik. Baden-Baden: Ergon Verlag 2022
- Medien und Bildung. Grundzüge einer bildungstheoretischen Medienpädagogik. Baden-Baden: Ergon Verlag 2022
- Koautor des Kompendiums: Figurationen des Bösen – Ein Kompendium, Werner Moskopp, Stefan Neuhaus, Autoren (Auswahl): Ulrich Horstmann, Volker Ladenthin, Oliver Dimbath, Michaela Bauks, Ulli Roth, Artur R. Boelderl, Nicole Hoffmann, Werner Moskopp, Konigshausen und Neumann, Würzburg 2023, ISBN 978-3-8260-7703-6